# Мавроді Сергій Анатолійович
Сергій Анатолійович Мавроді (англ. Sergey Mavrody) (нар. 1965 р.) – російський, український і американський автор, режисер, творчий директор і професор грецького походження. Він отримав премію Emmy і опублікував кілька книг.

## Біографія
Його грецький батько родом з грецьке місто Старомлинівка Донецької області. Мавроді виріс в Сєвєродонецьку, Луганської області, до переїзду в Молдову. У 1990 році Мавроді отримав звання магістра витончених мистецтв за спеціальністю режисура анімації у Всеросійський державний інститут кінематографії. Мавроді продовжив свою освіту в Чиказькому Інституте Мистецтв (США), де він отримав в 1992 році друге звання магістра витончених мистецтв в області дизайну та комп'ютерної анімації. Діяльність Мавроді пов'язана з HTML5 технологіей, дізайном користувача інтерфейсу, візуальним дізайном, інтерактивним дізайном, дізайном кіно і анімації. Мавроді складався професором Чікагского Інститута Мистецтв і в університету DeVry. и в университета DeVry.

## Книги та публікації

### Книги англійською мовою
- ART-RÉSEAUX, Editions du CERAP, Університет Париж-1 Пантеон Сорбонна Франція. 1992. ISBN 2-9506594-0-3. Альманах.
- Сергій Мавроді. Візуальні форми мистецтва: від традиційних до цифрових. 2007. ISBN 978-0-9833867-5-9.
- Сергія HTML5 та CSS3 Короткий довідник. 2010. ISBN 0-615-43891-1.
- Сергія HTML5 та CSS3 Короткий довідник: Колір видання. 2011. ISBN 0-615-43321-9.
- Сергія HTML5 та CSS3 Короткий довідник (1-е видання). 2011 ISBN 0-9833867-0-6. (електронна книга Google)
- Сергія HTML5 та CSS3 Короткий довідник. Для академічній бібліотеці. 2012. ISBN 1-4681-5007-3.
- Сергія HTML5 та CSS3 Короткий довідник (2-е видання). 2012. ISBN 0-9833867-2-2.
- Сергія HTML5 та CSS3 Короткий довідник. 2012. (електронна книга Kindle)
- Сергія HTML5 та CSS3 Короткий довідник (2-е видання). 2012. ISBN 978-0-9833867-3-5. (електронна книга Google)
- Сергія HTML5 та CSS3 Короткий довідник (2-е видання). 2012. ISBN 978-0-9833867-1-1 (електронна книга iBook)
- Сергія HTML5 та CSS3: HTML5, CSS3 і API. (3-е видання). 2013. ISBN 0-9833867-4-9.
- HTML5 Відкрит, Сімон Сарріс, ISBN 0672336278. Інфографіка Сергія Мавроді

### Книги на інших мовах
- Корейська мова: HTML5 та CSS3 Короткий довідник (2-е видання). 2013 Року, J-Паб видавництво, Сеул, Корея. ISBN 9788994506463.
- Китайська мова: HTML5 та CSS3 Короткий довідник (2-е видання). 2013 Року, пошти та зв'язку Прес, Пекін, Китай. ISBN 978-7-115-32114-5.
- Фінська мова: додатки HTML5. Pyry Lehdonvirta, Юкка К. Корпела, RPS Група. Фінляндія, 2013 ISBN 9789525001174. Інфографіка Сергія Мавроді

## Фільмографія
У 1988 році Мавроді працював художником-постановником на спільному радянсько-американському музичному фільмі Міст, який отримав широкий розголос в пресі   і премію Американської Телевізійної Академії, відому як премія Emmy. Мавроді був також предметом відповідного документального фільму 1990 «Подолання розриву». Мавроді виконував роль продюсера і режисера анімаційного фільму. Мавроді був главою анімаційного журі на Чиказькому Кінофестивалі  і членом журі на Міжнародному Дитячому кінофестивалі в Чикаго.
| Рік  | Назва фільму                   | Жанр              | Роль                            | Вибрані призи та кінофестивалі |
| ---- | ------------------------------ | ----------------- | ------------------------------- | --- |
| 1988 | Міст                           | музичний          | Художник-постановник            | Emmy Award, Лос-Анджелес. 1988 |
| 1989 | Марія, Мирабела в Транзисторії | анімація, фентезі | Асистент художника-постановника | Приз міжнародного кінофестивалю в Giffon, Італії. 1989                                                                                 |
| 1990 | Подолання прірви               | документальний    | сам                             | CINE Eagle Award, Вашингтон, округ Колумбія, 1990                                                                                      |
| 1991 | Небезпечні Планета             | анімація, фентезі | Режисер                         | - Почесний приз в анімації. N. Carolina International Festival, 1991 - The 3rd Place, Chicago Moving Image Film / Video Festival, 1991 |
| 2007 | Луна в Хеллоуїн                | відео             | Художник-постановник            | |
| 2009 | Пастораль                      | анімація          | Режисер                         | 7th Matsalu Nature Film Festival, 2009, Фіналіст, Таллінн                                                                              |
| 2009 | Ever Ever On                   | відео             | Сценарист                       | |
| 2010 | Перший Контакт                 | анімація          | Режисер                         | |